# 纤细鬼吹箫
纤细鬼吹箫（学名：Leycesteria gracilis）为忍冬科鬼吹箫属的植物。分布在锡金、不丹以及中国大陆的云南、西藏等地，生长于海拔2,000米至3,800米的地区，多生长于溪沟边的林下、山坡、山谷以及灌丛中，目前尚未由人工引种栽培。
其种加词来源于拉丁文“gracilis”，意为“纤细的”。